# Bolamaranahalli, Krishnarajpet
Bolamaranahalli là một làng thuộc tehsil Krishnarajpet, huyện Mandya, bang Karnataka, Ấn Độ.